# Brita Werner
Brita Werner, senast folkbokförd Anna Dagny Birgitta Hasselblad, ogift Werner, född 5 juli 1904 i Uddevalla församling i Göteborgs och Bohus län, död 17 december 1978 i Oscars församling i Stockholm, var en svensk sångerska och skådespelare. 
Brita Werner var dotter till lokföraren Johan Albin Werner och Dagmar Johanna Qvicklund.
Werner debuterade som skådespelare på Nya Teatern i Göteborg 1923 och medverkade året därpå i Slottsskogens friluftsteater innan hon perioden 1924–1925 spelade på Folkan i Stockholm.
Åren 1926–1931 var hon med i Karl Gerhards revyer och förekommer även på några skivor. Gerhard skrev flera kupletter för henne. Förutom skivorna i samarbetet med Karl Gerhard sjöng hon duett med Ragnar Hultén, han under artistnamnet Sven Daland och hon under namnet Britta Karl Gerhard.
Hon var först gift 1930–1936 med Karl Gerhard (som då hette Johnson) (1891–1964) och sedan från 1937 med Bertil Hasselblad (1904–1998), direktör för Andell & Anderson AB samt kusin till kamerakonstruktören Victor Hasselblad.
Brita Werner är begravd på Östra kyrkogården i Göteborg.